# 国立パワージャズ
国立パワージャズ（くにたちパワージャズ、英：Kunitachi Power Jazz）は、2007年から2011年、2013年に東京都国立市の国立駅周辺、および一橋大学兼松講堂を中心に開催されたジャズコンサート（フェスティバル）。各種ホールやライブハウス、街頭を会場とし、プロとアマチュア両方の演奏家が参加して、約1,000人の観客を動員するジャズフェスティバルで、主催は一橋大学まちづくりサークルMusiA（ミュージア）。後援は国立市、国立市商工会などの団体。

## 概要
国立市制40周年記念芸術祭「SO-ZO国立2007」の一イベントとして2007年に始まる。「アートと音楽によるまちづくり」を理念に、芸術祭終了後も国立市のジャズフェスティバルとして、国立パワージャズ単体で2011年まで毎年開催される。第2回（2008年）からは街頭ステージが新たに開設され、一般公募によるアーティストも出演するようになった。その後も街頭ステージ数を増やし、ワークショップやライブペインティングなどのイベントも同時開催する一大芸術祭に成長する。2013年は国立ミュージックフェアの一環としての開催となった。

## これまでの出演アーティスト（一部）
- 第1回（2007年10月28日開催）
  - 第一部:石田幹雄トリオマイナス1featuring林栄一
  - 第二部:峰厚介クインテット
  - 第三部:渋さ知らズオーケストラ
- 第2回（2008年11月30日開催）
  - 第一部:梅津和時×中村達也
  - 第二部:大友良英×鈴木正人×芳垣安洋
  - 第三部:渋さ知らズオーケストラ
- 第3回（2009年11月9日開催）
  - 第一部:中村達也・水谷浩章・林栄一
  - 第二部:板橋文夫・井野信義・小山彰太
  - 第三部:渋さ知らズオーケストラ
- 第4回（2010年11月28日開催）
  - 第一部:太田朱美カルテット
  - 第二部:ケイ赤城トリオ+峰厚介
  - 第三部:林栄一・中村達也・原田依幸
  - 第四部:板橋文夫トリオ+梅津和時
- 第5回（2011年11月13日開催）
  - 第一部:寅カルテット（林栄一・スガダイロー・安東昇・外山明）
  - 第二部: 三宅伸治 deluxe BAND
  - 第三部:山下洋輔 special トリオ
- 第6回（2013年12月21日開催）
  - 第一部:ものんくる
  - 第二部:板橋文夫FIT！
  - 第三部:渋さ知らズオーケストラ